# Campuzano polanco
Los Campuzano-Polanco fueron una destacada familia de la colonia de Santo Domingo (actual República Dominicana), establecidos en Santiago de los Caballeros. Durante la época colonial de la isla, sus integrantes y descendientes pasaron a ocupar altos cargos políticos, militares y eclesiásticos, tanto localmente como fuera de la Isla, así como en las metrópolis de España. Sus méritos se extienden desde el inicio, hasta el final de la colonia.

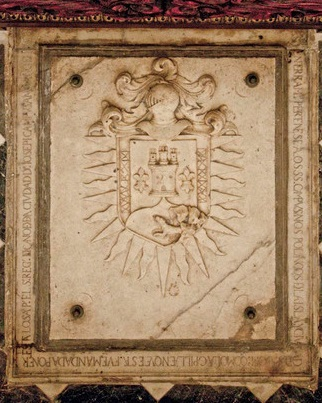
Losa funeraria de los Campuzano Polanco en su Capilla del Rosario, ubicado en la Iglesia y Convento de los Dominicos

## Orígenes
Pedro Pérez Polanco (c.1635-1714) fue un capitán de las bandas militares de las "cincuentenas" (bandas de 50 lanceros de caballería) de la parte norte de la isla Hispaniola que lideraron exitosamente, las campañas militares en la invasión inglesa de Penn y Venables en 1655 y en la Batalla de la Limonade en 1691. Junto a otros capitanes como Luis López Tirado, Antonio Pichardo Vinuesa, José Morel de Santa Cruz, Francisco del Monte y otros, Polanco constituyó la clase militar y política de Santiago de los Caballeros y la Costa Norte.
Pérez Polanco fue también Alcalde de Santiago de los Caballeros, hatero acomodado, ganadero y dueño de ingenios azucareros. Fue el único hijo y sucesor de García Pérez Polanco (c.1620-1656), quien también había sido capitán de las bandas militares del norte que defendían las costas y los pueblos contra los bucaneros y los filibusteros de la Isla Tortuga. Su madre fue Inés Martínez Mejía de Henao.
Su abuelo, Pedro Polanco de Henao (c.1585-1679), fue alcalde de la villa de Concepción de La Vega en 1623 y estuvo casado con Ana Minaya Alconchel. Sus bisabuelos García Pérez Polanco (c.1535) y Apolinaria de Henao y Almeida Casasola descendían de nobles y los primeros pobladores de Santiago de los Caballeros, La Vega y Cotui, tres de los más antiguos Asentamientos europeos en el continente americano. García Pérez Polanco fue también alcalde de La Vega hacia 1575
Su tatarabuelo, García de Polanco (Santillana del Mar, España, c.1480-) fue uno de los primeros pobladores que desembarcaron en el Nuevo Mundo.[13][14] Llegó con Cristóbal Colón en el barco Gallega en su cuarto viaje en 1502 que intentó dar la vuelta al mundo por primera vez.

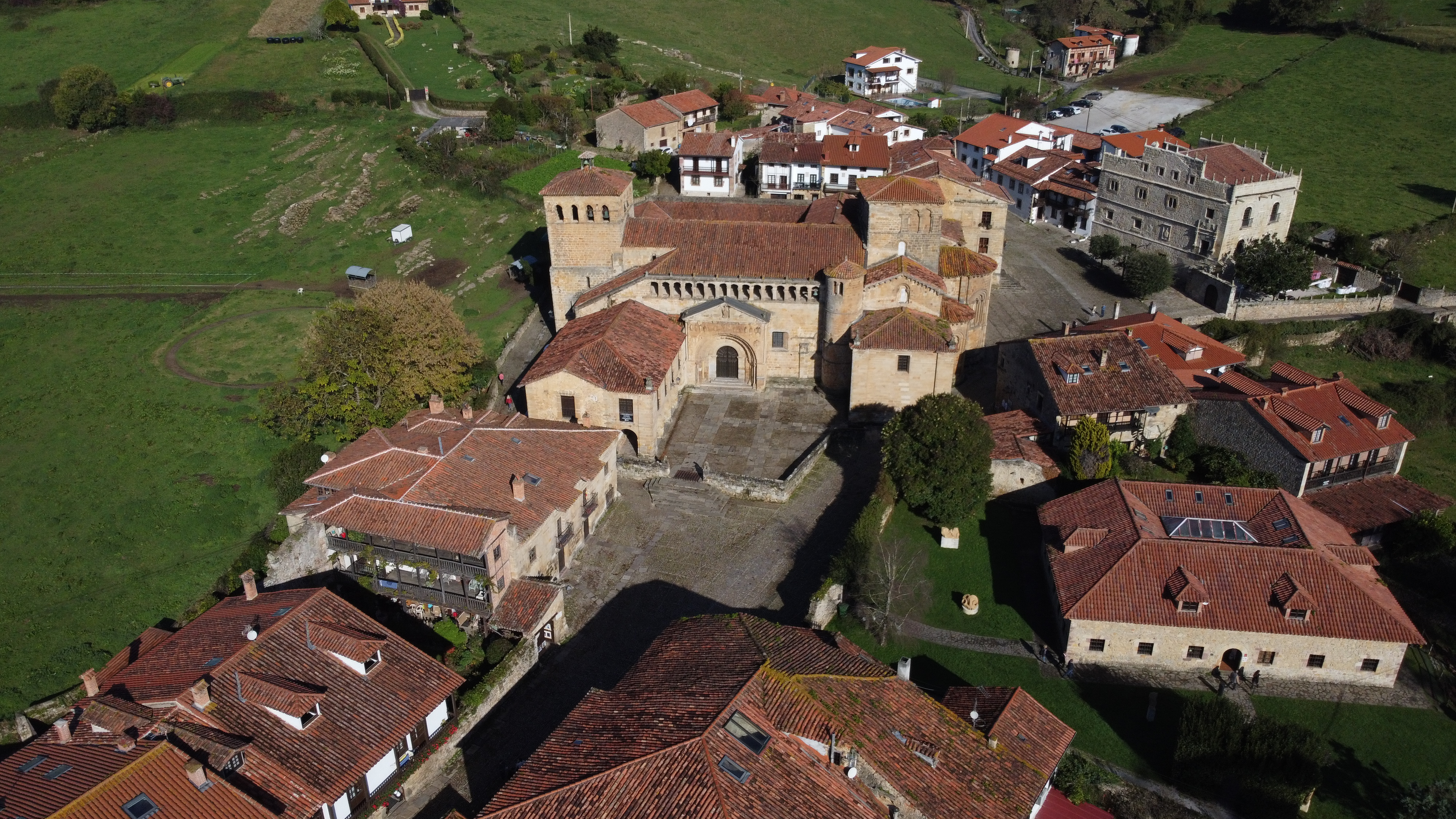
Vista aerea de Santillana del mar, lugar de origen de García de Polanco

Sus parientes Luis Polanco fue alcalde de Cotui en 1638, y García Polanco, quien fue Vicario General en 1660 bajo el arzobispo Francisco Pio Guadalupe Tellez
Pedro Pérez Polanco se casó con Bernarda Martínez de Rojas. Bernarda era hija de Fulgencio Martínez de Ugarte, relator de la Real Audiencia, y de Ana de Rojas Figueroa, hermana de don Gabriel de Rojas Valle Figueroa, líder y comandante de la Toma de Fuerte Rocher en la Isla Tortuga en 1654.
Su hija, María Josefa Pérez Polanco (c.1660-1744) se casó con Gregorio Semillan Campuzano. Campuzano (n. 1648) que de Guadalajara, España y llegó a la isla en 1680 como asesor del gobernador Francisco de Segura Sandoval y Castilla (1678-1684). También fue Alcalde de Santiago de los Caballeros y escribió una crónica titulada "Memorial" donde describía las condiciones de vida y economía del norte de la isla en ese momento. Tuvieron al menos cinco hijos y tres hijas, quienes usaron el apellido compuesto Campuzano-Polanco como signo de distinción, tradición que también adoptaron todos los descendientes.

## Primera generación
Francisco Gregorio Campuzano Polanco (1682-1765)
Dedicado al clero y convertido Prior Provincial de la Orden Dominicana (Orden de los Predicadores) en 1720 por la zona de Santa Cruz de las Indias con amplia jurisdicción sobre los conventos de Santo Domingo, Puerto Rico, Venezuela, Cuba y Jamaica. Recibió su doctorado en teología en el Convento de Santa Maria sopra Minerva en Roma en 1721
Pedro Campuzano Polanco (1685-1754)

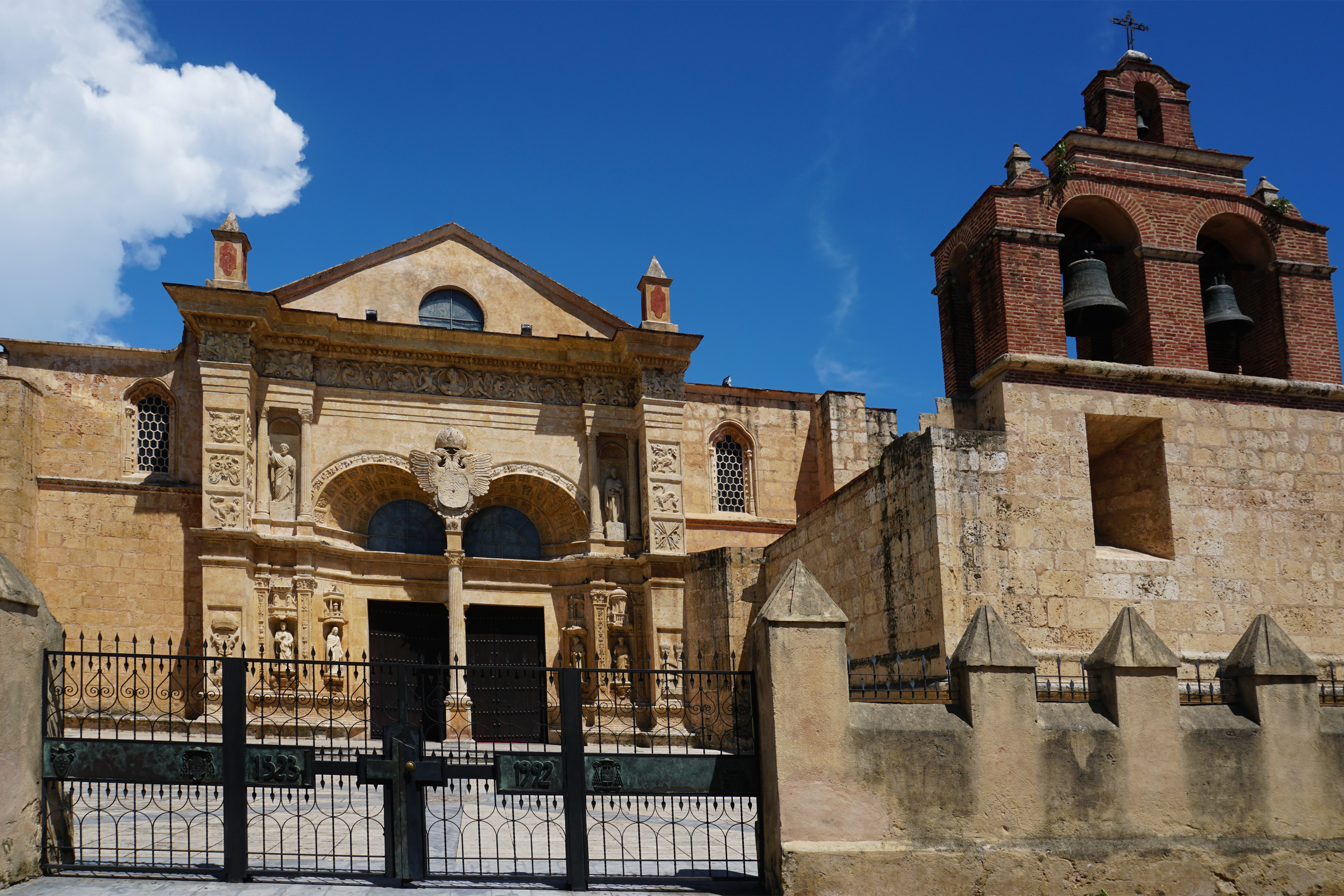
Catedral Primada de América, lugar donde Antonio Bruno Campuzano-Polanco fue párroco

Capitán de los Reales Ejércitos de 1708 a 1719. Fue Teniente Coronel de la ciudad de La Vega, Villa del Cotuí y sus partidas en 1719, encargado de desalojar a los enemigos que se acercaban a las costas. Junto con su hermano José, financió muchas expediciones exitosas de corsarios a principios del siglo XVIII. Jugó un papel importante en la pacificación del levantamiento en la ciudad de Santiago, conocido como la "Revuelta de los Capitanes". y encargado de la incorporación a la isla de las familias y víctimas del naufragio de Guadalupe y Tolosa en 1724. Posteriormente fue alcalde de Santo Domingo de 1752 a 1754. Su hijo, Antonio Bruno Campuzano-Polanco, asumió como párroco mayor de la Catedral Primada de Américas.
José Campuzano Polanco (1698-1760)
Podría decirse que fue el corsario más exitoso de Santo Domingo durante la Edad de Oro de la piratería en el Caribe en la primera mitad del siglo XVIII, operando bajo una "patente de corso" (carta de marca). Uno de los corsarios más audaces y activos de la región del Caribe en la lucha contra el comercio ilícito con otros países además de España, capturando más de 50 barcos extranjeros con sus navíos El Firme (su primera embarcación), N.S. Popa y María.
Conocido por su profundo conocimiento de los mares, obtuvo el patente de corso para operar expediciones en Cartagena, Santa Marta, Maracaibo, Florida, Puerto Rico y la isla de Santa Cruz, entre otras áreas. En teoría, el corso tenía como objetivo detener el contrabando pero en realidad era una actividad muy importante para la isla de Santo Domingo, ya que proporcionaba productos de consumo básico a la población.
Batalla de Cartagena de Indias (1741)
José Campuzano-Polanco fue también uno de los capitanes de marina que, junto con Lorenzo Alderete y Carlos Desnaux, defendieron Cartagena en la victoria española en la Batalla de Cartagena de Indias en 1741 comandada por el almirante Blas de Lezo (conocido como "Medio hombre"), la batalla más crucial de la Guerra del Asiento. Se sabe que escribió un diario sobre la batalla que, junto con el diario del teniente inglés William Forbes, son las dos fuentes principales para contar este histórico encuentro en el Caribe.
Juan Campuzano Polanco (1695-1780)
Juan Campuzano Polanco era un hatero y terrateniente en Santiago de los Caballeros y la región noroeste de la isla dedicado a la exportación de ganado y haciendas de tabaco. Contrajo matrimonio con Beatriz Sánchez Firpo, hija del capitán corsario Domingo Moreno Sánchez de Santa Cruz de Tenerife[38] y tuvo al menos 5 hijos: fray Antonio, que fue Prior Provincial de la Orden Mercedaria; Luis, Mariana, Pedro, y Diego.
Su hijo menor, el coronel teniente Diego Polanco (1770-c.1840) fue el comandante militar de la región del Cibao de Santo Domingo en la Batalla de Palo Hincado en 1808, así como el presidente de la Asamblea de Bondillo que devolvió Santo Domingo a España de Francia.
Francisco Campuzano Polanco (1689-1741)

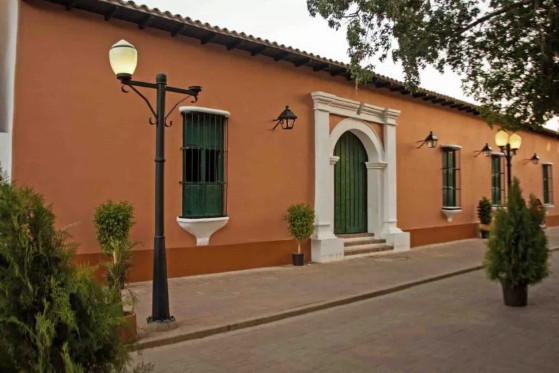
Casa colonial de Francisco Campuzano Polanco en Coro, Venezuela

Un maestre de campo que se mudó a Coro, Venezuela y allí se casó con Francisca Morillo de Ayala y fundó fincas de cacao para la exportación. Llegó a ser Teniente gobernador de Coro, alcalde de la ciudad en 1715 y funcionario provincial de Cajas Reales. A sus hijos se les asignaron puestos militares y se dedicaron a actividades agrícolas. Uno de sus hijos, Francisco Campuzano-Polanco Morillo, también fue alcalde de Coro y José regresó y residió en Santo Domingo.

## Segunda generación
José Campuzano-Polanco Morillo (1723-c. 1800)
Regresó a Santo Domingo para administrar el ingenio azucarero de Barbarroja en Hato Mayor que pertenecía a la familia y se convirtió en el primer Alcalde Provincial de la Santa Hermandad cuando se creó el título por primera vez en la isla en 1758. José Campuzano, también conocido como Dr. Don José Polanco,[44][45][46] obtuvo un doctorado en derecho de la Universidad de Santo Tomás de Aquino en 1751[47] y fue nombrado alcalde de Santo Domingo en 1752 por el gobernador Francisco Rubio y Peñaranda (1751-1759).
Se casó con Rosa Fernández de Lara y tuvo un hijo, Adrián y tres hijas, María Magdalena que se casó con Nicolás Heredia Serrano Pimentel, Josefa que se casó con José María Mieses Guridi, un rico ganadero y María Magdalena Catalina que se casó con Ignacio Pérez Caro, bisnieto de exgobernador Ignacio Pérez Caro.

## Tercera generación
Adrián Campuzano-Polanco Fernández (1754-1819)
Adrián Campuzano-Polanco fue el primer criollo de Santo Domingo en ser elegido diputado a las Cortes de Cádiz en 1811 como diputado por América y Filipinas, cargos a los que renunció o no aceptó. Se casó con Rosa Pérez-Caro, nieta del gobernador Ignacio Pérez Caro. Fue el último alcalde de Santo Domingo en 1797-1798 antes de la Era de Francia de Santo Domingo. También fue rector de la Universidad Santo Tomás de Aquino en 1795 luego de obtener su doctorado en derecho ese mismo año, asesor del Ejército en Cuba y abogado de la Real Audiencia en Camagüey, Cuba.

## Cuarta generación
Francisco Javier Caro (Santo Domingo, 1773- Madrid, 1848)
Francisco Javier Caro era hijo de María Magdalena Catalina Campuzano-Polanco Fernández e Ignacio Pérez Caro y Oviedo, bisnieto del exgobernador Ignacio Pérez Caro. Una de sus tres hermanas, María Belén Caro Campuzano-Polanco, estuvo casada con Manuel Zequeira y Arango, considerado el primer poeta cubano.
Se convirtió en rector de la Universidad de Salamanca de 1798 a 1800 después de estudiar allí años antes, siendo uno de los pocos criollos de las indias en hacerlo.
Fue miembro de la Suprema Junta Central y de Gobierno y Capitán General de Castilla la Vieja (1808-1810) y fue comisario real del Rey de España en la isla de Santo Domingo encargado de la reorganización institucional del país al principio de la 2.ª Colonia Española después de la Reconquista de Juan Sánchez Ramírez en 1808.

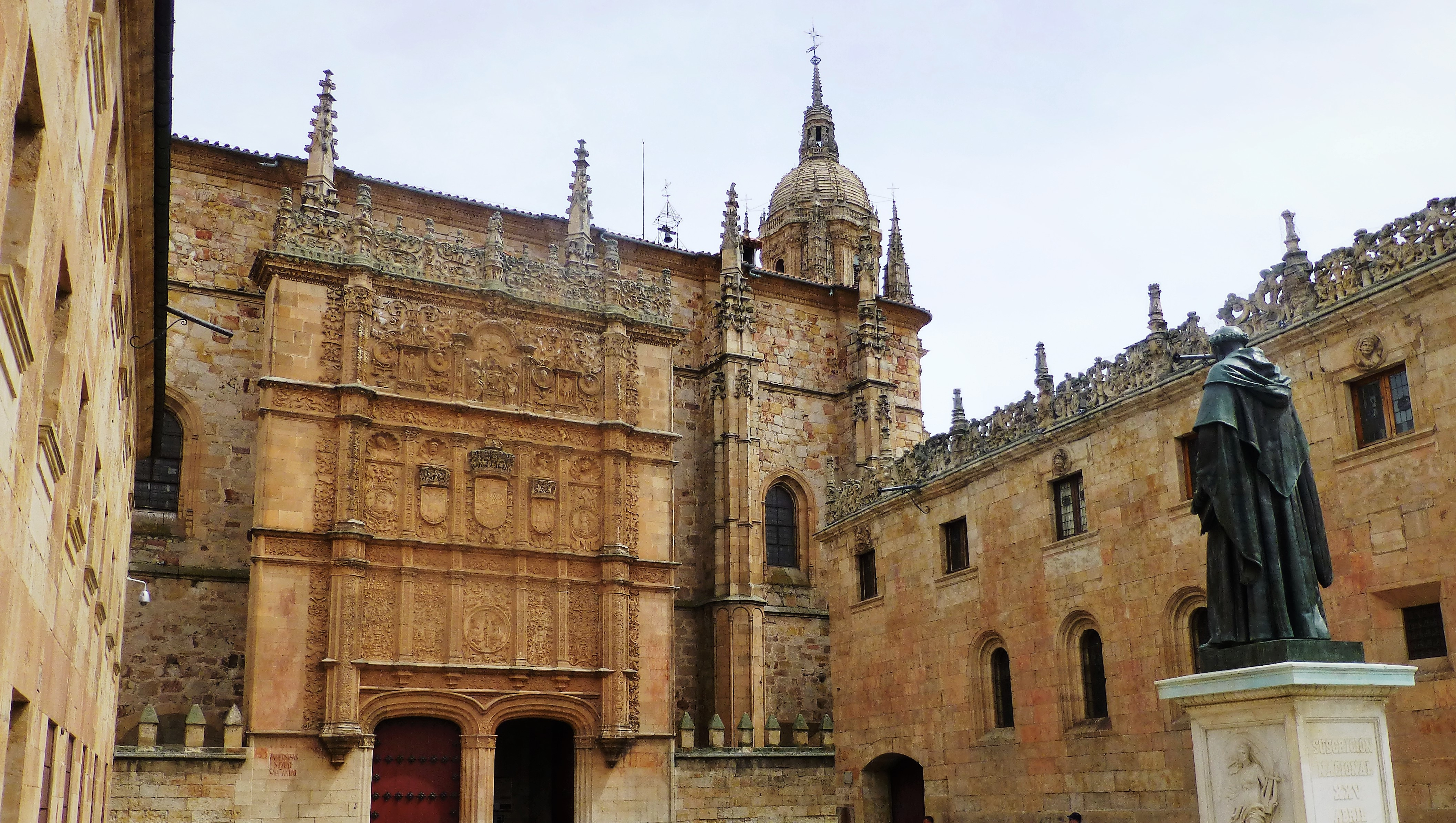
Universidad de Salamanca, donde Francisco Javier fue rector

Fue diputado por América en las Cortes de Cádiz de 1813 a 1814 y en 1821, ministro del Consejo de Indias de 1815 a 1817 y en 1834 y miembro de la corte de Isabel II de 1833 a 1836. Caro fue nombrado Prócer del Reino por Isabel II en 1834. También fue testamentario del rey Fernando VII.

## Quinta generación
José María Heredia (1803-1839)

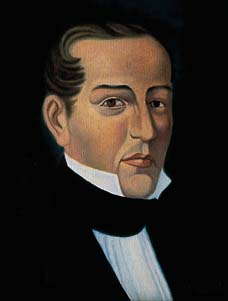
José María Heredia

María Mercedes Heredia Campuzano-Polanco, hija de Nicolás Heredia Serrano y María Magdalena Campuzano-Polanco Fernández, se casó con José Francisco Heredia Mieses. Fueron los padres del poeta José María Heredia (1803-1839), considerado por muchos como el primer poeta romántico de América[55][56] Es conocido como "El Cantor del Niágara" y fue nombrado Poeta Nacional de Cuba [ es]. El mentor y profesor de José María Heredia fue su propio primo, Francisco Javier Caro.[57]